# Leonor Madalena de Neuburgo
Leonor Madalena de Neuburgo (Düsseldorf, 6 de janeiro de 1655 – Viena, 19 de janeiro de 1720) foi a esposa de Leopoldo I e Imperatriz Consorte do Sacro Império Romano-Germânico de 1676 até 1705. Era filha de Filipe Guilherme do Palatinado-Neuburgo e sua esposa Isabel Amália de Hesse-Darmstadt. Entre seus vários irmãos, estiveram Maria Sofia, consorte de D. Pedro II de Portugal, e Maria Ana de Neuburgo, consorte de Carlos II de Espanha.

## Casamento e filhos
Em 14 de dezembro de 1676 casou com Leopoldo I do Sacro Império Romano-Germânico. O imperador a escolheu pela famosa fecundidade de sua família. Eles tiveram dez filhos, entre os quais e Maria Ana, consorte de D. João V de Portugal, e os futuros imperadores José I e Carlos VI:
- José Jacó Inácio joão Antônio Eustáquio (26 de julho de 1678 - 17 de abril de 1711), arquiduque da Áustria e sucessor de seu pai como Imperador Romano-Germânico.
- Maria Cristina Josefa (nascida e falecida em 18 de junho de 1679), arquiduquesa de Áustria.
- Maria Isabel Lúcia Teresa Josefa (13 de fevereiro de 1680 - 26 de agosto de 1741), arquiduquesa de Áustria e posteriormente governadora dos Países Baixos.
- Leopoldo José Filipe Guilherme Antônio Francisco Erasmus (2 de junho de 1682 - 3 de agosto de 1684), arquiduque da Áustria.
- Maria Ana Josefa Antônia Regina (7 de setembro de 1683 - 14 de agosto de 1754), arquiduquesa de Áustria, casou-se com o rei João V de Portugal.
- Maria Teresa Josefa Antônia Xaveria (22 de agosto de 1684 - 28 de setembro de 1696), arquiduquesa de Áustria.
- Carlos Francisco José Venceslau Baltasar João Antônio Inácio (1 de outubro de 1685 - 20 de outubro de 1740), arquiduque da Áustria e sucessor de seu irmão mais velho como Carlos VI do Sacro Império Romano-Germânico; o último membro masculino da Casa de Habsburgo, foi o pai da imperatriz Maria Teresa.
- Maria Josefa Carlota Antônia (6 de março de 1687 - 14 de abril de 1703), arquiduquesa de Áustria.
- Maria Madalena Josefa Antônia Gabriela (26 de março de 1689 - 1 de maio de 1743), arquiduquesa de Áustria.
- Maria Margarida Madalena Gabriela Josefa Antônia (22 de julho de 1690 - 22 de abril de 1691), arquiduquesa de Áustria.